# Bataille de Lookout Mountain
Guerre de Sécession
Batailles
Campagne de Chattanooga-Ringgold :
- Raid de Wheeler
- Farmington
- Brown's Ferry
- Wauhatchie
- Lookout Mountain
- Missionary Ridge
- Ringgold Gap

La bataille de Lookout Mountain est une bataille de la guerre de Sécession qui s'est déroulée le 24 novembre 1863, lors de la campagne de Chattanooga. Les forces de l'Union sous le commandement du major général Joseph Hooker assaillent Lookout Mountain, Chattanooga, Tennessee, et défont les forces confédérées, commandées par le major général Carter L. Stevenson. Lookout Mountain est l'un des combats des batailles de Chattanooga entre la division militaire du Mississippi du major général Ulysses S. Grant et l'armée du Tennessee confédérée, commandée par le général Braxton Bragg. Elle perce le flanc gauche confédéré et permet aux hommes de Hooker de participer à la bataille de Missionary Ridge le lendemain, qui met en déroute l'armée de Bragg, levant le siège des forces de l'Union à Chattanooga, et ouvrant la voie vers le Sud profond.

## Contexte

### Situation militaire
Après la désastreuse défaite de la bataille de Chickamauga, les 40 000 hommes de l'armée du Cumberland unioniste sous les ordres du major général William Rosecrans retraitent vers Chattanooga, Tennessee. L'armée du Tennessee de Bragg assiège la ville, menaçant les forces de l'Union de famine jusqu'à la reddition. Les troupes de Bragg s'établissent sur Missionary Ridge (en) et Lookout Mountain (en), les deux lieux ayant un excellent point de vue sur la ville, la rivière Tennessee courant dans la ville, et les lignes de ravitaillement de l'Union. Lookout Mountain est une crête ou un plateau étroit qui s'étend à 137 kilomètres au sud-ouest de la rivière Tennessee, culminant à 550 mètres au-dessus de la rivière. De la rivière, l'extrémité de la montagne s'élève à 45° et, au deux tiers du chemin vers le sommet, elle change de pente, formant une saillie, ou « plate-forme », de 45-90 mètres de large, s'étendant sur plusieurs kilomètres de large, des deux côtés de la montagne. Au-dessus de la plate-forme, la pente devient plus raide sur une face de 150 mètres de roche appelée les « palissades ». L'artillerie confédérée au sommet de Lookout Mountain contrôle l'accès de la rivière, et la cavalerie confédérée lance des raids sur les trains de ravitaillement se dirigeant vers Chattanooga, ce qui oblige l'Union à trouver une autre voie pour ravitailler ses hommes.
Le gouvernement de l'Union, alarmé par une éventuelle défaite, envoie des renforts. Le 17 octobre 1863, le major général Ulysses S. Grant reçoit le commandement des armées de l'Ouest, désignées comme la division militaire du Mississippi ; il part pour renforcer Chattanooga et remplace Rosecrans par le major général George H. Thomas.
Thomas lance un débarquement amphibie surprise à Brown's Ferry le 27 octobre 1863 qui ouvre la rivière Tennessee en reliant l'armée du Cumberland de Thomas à la colonne de secours de 20 000 hommes de l'armée du Potomac du théâtre oriental, menés par le major général Joseph Hooker. Le ravitaillement et les renforts sont ainsi en mesure de s'engager vers Chattanooga par la « ligne Cracker », augmentant grandement les chances pour les forces de l'Union. En réponse, Bragg ordonne au lieutenant général James Longstreet de déloger les fédéraux de Lookout Valley, directement par l'ouest de Lookout Mountain. La bataille de Wauhatchie (28-29 octobre 1863) qui s'ensuit, est l'une des rares batailles exclusivement nocturnes de la guerre. Les confédérés sont repoussés, et la ligne Cracker est sécurisée,,,.
Le 12 novembre 1863, Bragg place le major général Carter L. Stevenson au commandement de l'ensemble de la défense de la montagne, avec la division de Stevenson placée au sommet. Les brigades des brigadiers généraux John K. Jackson (en), Edward C. Walthall, et John C. Moore (en) sont placées sur le replat de la montagne. Jackson écrit plus tard l'insatisfaction des officiers commandant avoir été affectés à cette zone, « effectivement, il est reconnu par tous que cette position était extrêmement difficile à défendre contre une force ennemie importante avançant sous la couverture de tirs puissants. » Thomas L. Connelly, historien de l'armée du Tennessee, écrit que malgré l'imposante apparence de Lookout Mountain, « la force de la montagne était un mythe... Il était impossible de tenir [le replat] qui était sous le feu de l'artillerie fédérale à Moccasin Bend. » Bien que Stevenson place une batterie d'artillerie sur la crête de la montagne, les canons ne peuvent pas être suffisamment inclinés pour atteindre le replat, qui est accessible par de nombreuses voies par le côté ouest de la montagne,.
Le major général William T. Sherman arrive de Vicksburg, Mississippi, avec ses 20 000 hommes de l'armée du Tennessee à la mi-novembre 1863. Grant, Sherman et Thomas planifient un double enveloppement des forces de Bragg, avec l'attaque principale menée par Sherman contre l'extrémité nord de Missionary Ridge, soutenu par Thomas au centre et par Hooker, qui capturera Lookout Mountain et puis traversera la vallée de Chattanooga vers Rossville, Géorgiae, et coupera la voie de retraite confédérée vers le sud. Grant par la suite retire son soutien pour mener une attaque majeure menée par Hooker sur Lookout Moutain, supposant que la masse de l'attaque sera menée par Sherman,.
Le 23 novembre 1863, les forces de Sherman sont prêtes à traverser la rivière Tennessee. Grant ordonne à Thomas d'avancer à mi-chemin de Missionary Ridge par une reconnaissance en force pour déterminer la force de la ligne confédérée, espérant s'assurer que Bragg ne retire pas ses forces et parte en direction de Knoxville, Tennessee, où le major général Ambrose Burnside est sous la menace des forces confédérées sous les ordres de Longstreet. Thomas envoie plus de 14 000 hommes vers une petite colline appelée Orchard Knob et submerge les défenseurs confédérés,,,.
Surpris par le mouvement de Thomas contre Orchard Knob le 23 novembre 1863, et réalisant que son centre est peut-être plus vulnérable qu'il ne le pensait, Bragg réajuste rapidement sa stratégie. Il rappelle toutes les unités à une journée de marche à qui il avait ordonné de partir vers Knoxville. Il commence à réduire les forces sur sa gauche en retirant la division du major général William H. T. Walker de la base de Lookout Mountain et en la plaçant à l’extrémité droite de Missionary Ridge. Il affecte Hardee au commandement de ce flanc droit critique, se retournant sur le flanc gauche de Carter Stevenson. Stevenson a besoin de combler le trou laissé par la division de Walker entre la montagne et Chattanooga Creek, ainsi il envoie la brigade de Jackson de la division de Cheatham et la brigade de Cummings de sa propre division vers cette position. Jackson continue en tant que commandant temporaire de la division sur la montagne. Stevenson déploie la brigade de Walthall de 1500 hommes du Mississippi, en retenant suffisamment en réserve pour la brigade de Moore, qui aura à défendre la ligne principale sur le replat près de la maison Cravens,,.
Du côté de l'Union, les plans sont aussi modifiés. Sherman a trois divisions prêtes à traverser la rivière Tennessee, mais le pont flottant à Brown's Ferry est détruit et la division du brigadier général Peter J. Osterhaus est bloquée dans Lookout Valley. Après avoir reçu des assurances de Sherman qu'il pourra compter sur les trois divisions, Grant décide de revenir au plan initialement rejeté d'une attaque sur Lookout Mountain et réassigne Osterhaus au commandement de Hooker,.

## Forces en présence

### Union
La division militaire du Mississippi rassemble les forces suivantes à Chattanooga :
- L'armée du Cumberland, commandée par le major général George H. Thomas.
- L'armée du Tennessee, commandée par le major général William T. Sherman.
- Le commandement du major général Joseph Hooker, comprenant le XIe corps sous les ordres du major général Oliver O. Howard et la 2d division du XIIe corps sous les ordres du brigadier général John W. Geary.

Hooker commande la force de 10 000 hommes de l'Union engagée lors de la bataille de Lookout Mountain, qui comprend trois divisions, provenant chaque d'une des armées de l'Union, commandées par :
- le brigadier général John W. Geary du XIIe corps, armée du Potomac. Les commandants de brigades sont les colonels Charles Candy (en), George A. Cobham (en), et David Ireland (en) (remplaçant le brigadier général George S. Greene, blessé à Wauhatchie).
- le brigadier général Charles Cruft du IVe corps, armée du Cumberland. Les commandants de brigades sont le brigadier général Walter C. Whitaker et le colonel William Grose.
- le brigadier général Peter J. Osterhaus du XVe corps, armée du Tennessee. Les commandants de brigades sont le brigadier général Charles R. Woods et le colonel James A. Williamson.

### Confédérés
L'armée du Tennessee de Bragg comprend les forces disponibles suivantes dans Chattanooga:
- le corps de Hardee, sous les ordres du lieutenant général William J. Hardee, comprenant les divisions sous les ordres du brigadier général John K. Jackson (en) (division de Cheatham), du brigadier général J. Patton Anderson (division de Hindman), du brigadier général States Rights Gist (en) (division de Walker), et du major général Simon B. Buckner (détaché le 22 novembre 1863 à Knoxville).
- le corps de Breckinridge, commandé par le major général John C. Breckinridge, comprenant les divisions des majors généraux Patrick R. Cleburne, Alexander P. Stewart, Carter L. Stevenson, et du brigadier général William B. Bate (division de Breckinridge).

Les 8 726 défenseurs confédérés lors de la bataille de Lookout Mountain sont commandés par le major général Carter L. Stevenson. Stevenson a deux brigades de sa division du corps de Breckinridge, ainsi que le brigadier général John K. Jackson (en), temporairement commandant la division de Cheatham du corps de Hardee, avec deux de ses brigades :
- Brigadier général Edward C. Walthall (division de Cheatham)
- Brigadier général John C. Moore (division de Cheatham)
- Brigadier général John C. Brown (division de Stevenson)
- Brigadier général Edmund Pettus (division de Stevenson)

## Bataille

Batailles de Chattanooga, 24-25 novembre 1863.

Le 24 novembre 1863, Hooker a environ 10 000 hommes répartis en trois divisions pour mener des opérations contre Lookout Mountain. Reconnaissant que c'est une force trop importante pour mener une simple diversion, Grant autorise un effort plus sérieux contre la montagne, mais n'autorise pas un assaut à grande échelle. Hooker reçoit l'ordre de « prendre le point seulement si sa démonstration peut être développée pratiquement ». Hooker ignore cette subtilité et à 3 heures du matin ordonne à Geary de traverser Lookout Creek et de mener l'assaut contre Lookout Mountain, descendant dans la vallée et balayant chacun des rebelles présents »,.
Hooker ne prévoit pas d'attaquer la division de Stevenson au sommet de la montagne, supposant que la capture de la plate-forme rendra la position de Stevenson intenable. Sa force approchera du replat par deux directions : la brigade de Whitaker se joindra à Geary à Wauhatchie, pendant que la brigade de Grose et la division d'Osterhaus traverseront Lookout Creek vers le sud-est. Les deux forces se rejoindront près de la maison Cravens. La division d'Osterhaus est en soutien : la brigade de Woods est assignée à la couverture de Grose et traverse la rivière après lui ; La brigade de Williamson est assignée à la protection de l'artillerie de Hooker près de l'embouchure de Lookout Creek.
Hooker arrange un impressionnant déploiement d'artillerie pour disperser les piquets confédérés et couvrir sa progression. Il a neuf batteries placées près de l'embouchure de Lookout Creek, deux batteries de l'armée du Cumberland à Moccasin Point et deux batteries supplémentaires près de Chattanooga Creek,.
La traversée prévue à l'aube de Geary de Lookout Creek est retardée par les hautes eaux jusqu'à 8 heures 30 du matin. La brigade de Cobham est la première à traverser la passerelle, suivie par celle d'Ireland, qui forme la gauche de Cobham et devient le centre de la ligne de bataille de Geary. La brigade de Candy étend alors la gauche de l'Union vers la base de la montagne. La brigade de Whitaker suit à l'arrière. De 9 h 30 à 10 h 30 du matin, les tirailleurs de Geary avancent dans le brouillard et la brume qui obscurcissent la montagne. Le contact se fait avec les piquets de Walthall à 1,6 kilomètre (1 mile) au sud-ouest de Lookout Point. Les confédérés sont en infériorité numérique significative et ne peuvent résister à la pression, reculant mais laissant un certain nombre d'hommes en arrière qui se rendent. Hooker ordonne un bombardement d'artillerie pour saturer la ligne de retraite confédérée, mais l'effet est amoindri en raison de la faible visibilité et du fait de la très grande proximité des deux forces,.
La poursuite des tirailleurs par l’Union s'arrête vers 11 h 30 du matin, à 300 mètres au sud-ouest du point où Ireland et Cobham rencontrent la réserve de Walthall au sud-ouest de la maison Cravens. Les deux régiments confédérés repoussent la première tentative d'Ireland de prendre l'assaut leurs fortifications temporaires. Un deuxième assaut réussit, enveloppant et submergeant les confédérés à quatre contre un. Malgré la tentative de Walthall de rallier ses hommes, il ne parvient pas à éviter une retraite désordonnée vers la maison Cravens. Les brigades de l'Union continuent leur poursuite au-delà de ce point et le long du replat,.
Alors que les hommes de Geary apparaissent en dessous du point vers midi, la brigade de Candy avance au travers des petites hauteurs de la montagne, délogeant l'ennemi de la rive est de Lookout Creek. Hooker ordonne aux brigades de Woods et de Grose de commencer à traverser la passerelle au-dessus de la rivière. Woods se déplace vers l'est au pied de la montagne, Grose monte le long de la pente. Ces mouvements isolent une partie de la brigade de Walthall et tout le 34th Mississippi est obligé de se rendre, avec 200 hommes de la ligne de piquets de Moore.

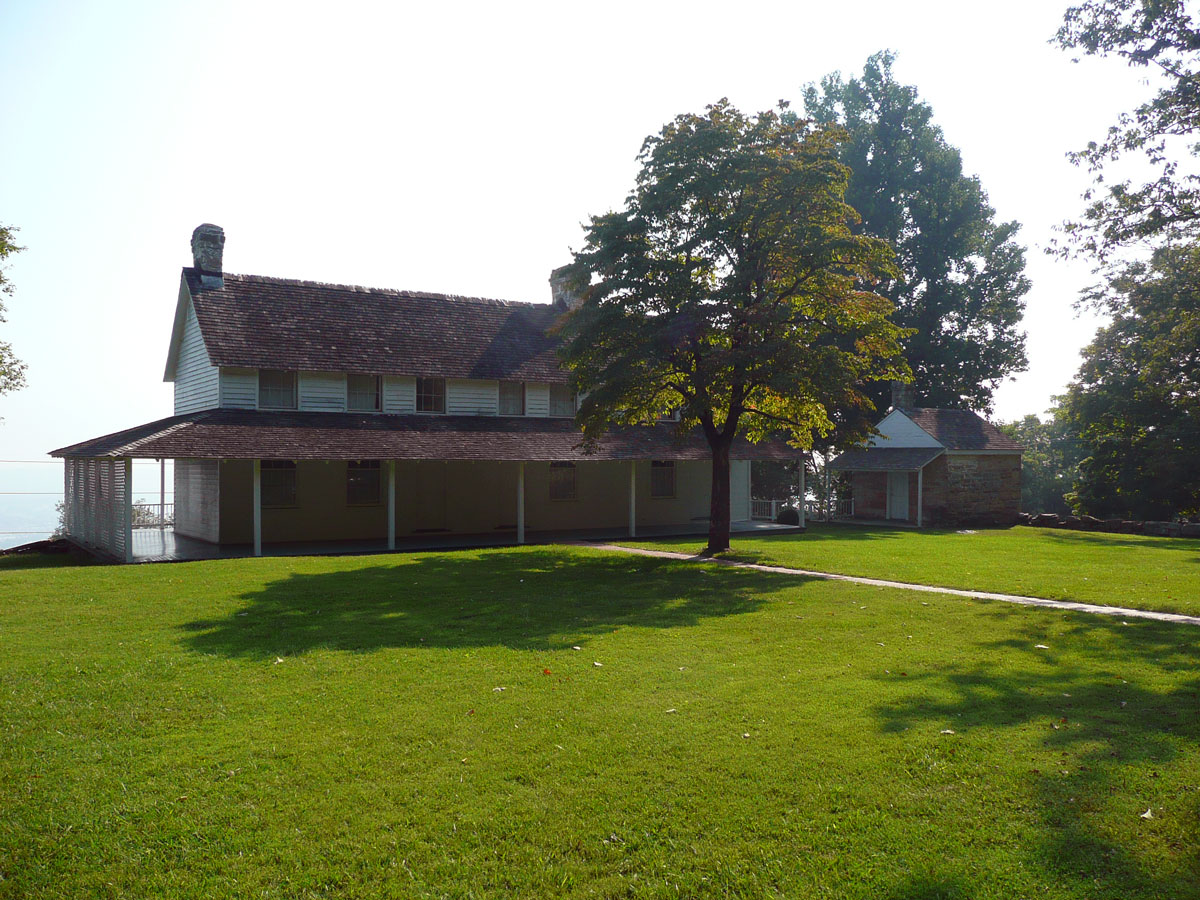
Maison Cravens.

Moore est réticent à prendre part à l'action. À 9 h 30, il envoie un message à Jackson lui demandant où il doit déployer sa brigade et la réponse de Jackson à 11 heures exprime de la frustration que Moore semble avoir oublié le plan pour défendre la ligne à la maison Cravens. Petter Cozzens critique la performance médiocre de Jackson dans le commandement de la défense :

« Il y avait beaucoup de maladresse parmi les commandants confédérés à Lookout Mountain, mais personne n'a montré plus de négligence que Jackson. Il est resté englué dans ses quartiers généraux... près du pied de la falaise. Il était à près d'un kilomètre six cents de la ligne qu'il était chargé de défendre. Dans son rapport sur la bataille, Jackson n'a pas essayé d'excuser son manquement au devoir en arguant que son quartier général était un bon endroit pour recevoir les ordres de Stevenson et rendre compte de la ligne de front. C'est sans doute la vérité, mais sa présence était grandement nécessaire près de la maison Cravens. Jackson a même manqué de présence d'esprit pour demander des renforts ; Stevenson en avait proposé. »

Lorsque Steveson entend les combats entre Walthall et Geary, il ordonne à Pettus de prendre trois régiments du sommet pour assister Jackson. À ce moment, les hommes de l'Alabama de Moore montent dans l'indifférence générale parmi les hommes de Walthall qui retraitent, et ils tirent sur les New-yorkais d'Ireland à 100 mètres. Incapables de voir la taille de la force qui résiste dans le brouillard, les hommes de l'Union retraitent derrière un mur de pierre. Mille hommes de Moore prennent position dans les trous d'hommes en face du mur et attendent la contre-attaque inévitable. Les hommes d'Ireland sont trop fatigués pour faire mouvement immédiatement. Alors que la brigade de Whitaker arrive après 13 heures, ils enjambent les hommes d'Ireland et se lancent à l'attaque. La brigade de Candy grimpe sur le flanc de la montagne sur la gauche de Whitaker, suivie par les brigades de Woods et Grose. Moore s'aperçoit qu'il est tourné sur son flanc droit et choisit de se retirer plutôt que d'être encerclé.

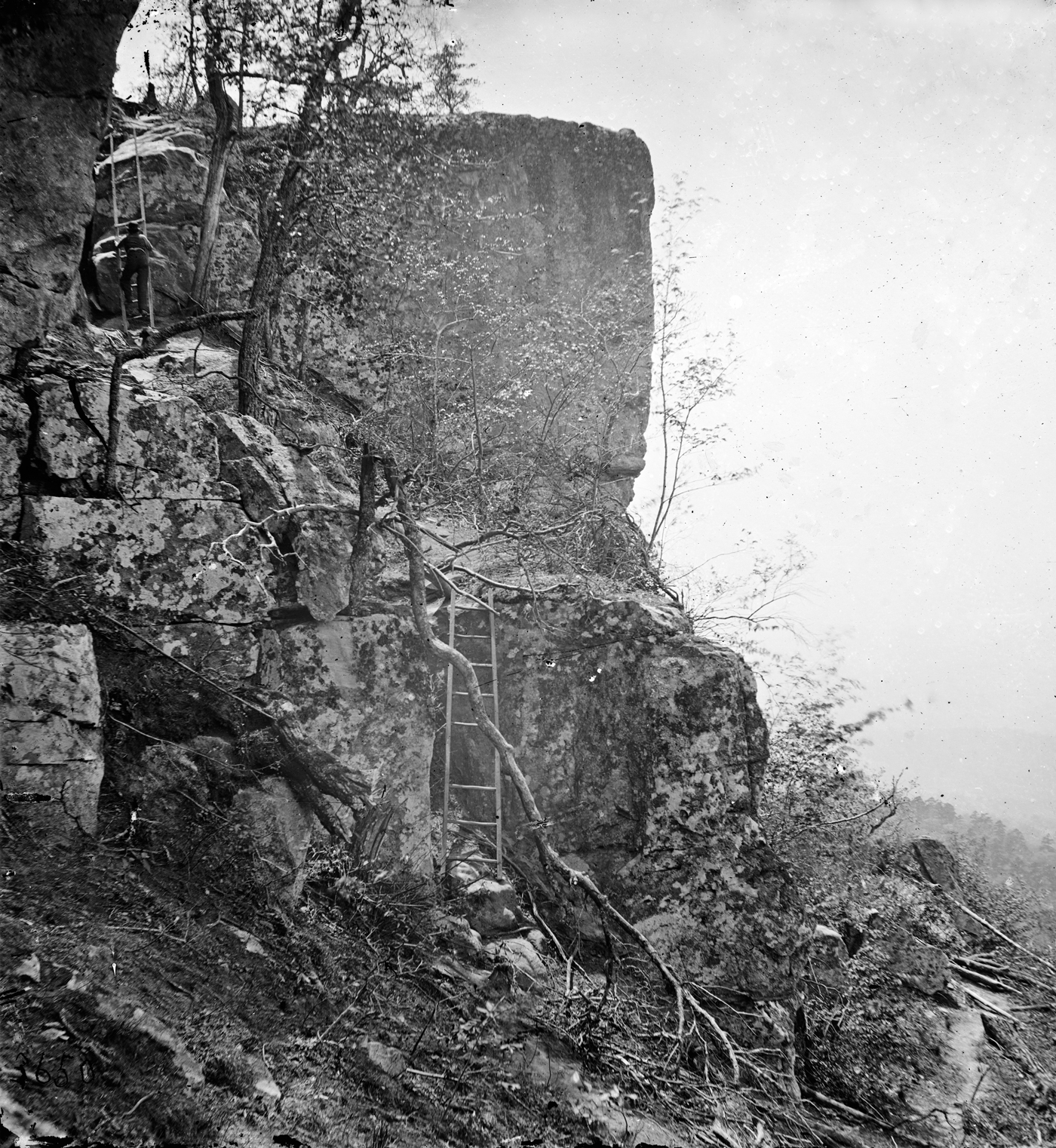
Sommet de Lookout Mountain, vers 1864.

Toutes les brigades de l'Union, dont les hommes fatigués d'Ireland, commencent la poursuite. Hooker s'inquiète que ses lignes commencent à s'amalgamer et à être désorientées par le brouillard et le sol accidenté et pourraient être défaits si les confédérés ont acheminé des renforts au bon endroit. Il ordonne à Geary de s'arrêter pour la journée, mais Geary est trop loin derrière ses hommes pour les arrêter. Hooker écrit, « enthousiasmés par le succès, avec un ennemi fuyant, frappé de panique, ils ont poussé en avant avec impétuosité. »
La brigade de Moore parvient à s'échapper dans le brouillard et Walthall a le temps nécessaire pour former une ligne défensive solide à 300-400 mètres au sud de la maison Cravens. Ses 600 hommes se mettent à couvert derrière des rochers et des arbres abattus et font suffisamment de bruit pour dissuader les hommes de Whitaker de se lancer contre eux. À ce moment, la brigade de Pettus de trois régiments de l'Alabama est descendue du sommet et arrive pour assister Walthall après 14 heures,,,.
Hooker envoie à Grant des messages alternant panique et vantardise. À 13 h 25, il écrit que « la conduite de toutes les troupes a été brillante, et le succès va au-delà de mes espoirs. Nos pertes n'ont pas été lourdes, et d'après mes estimations, nous avons fait pas moins de 2 000 prisonniers. » Vers 15 heures, il écrit « peut tenir la ligne que laquelle je suis, ne peut pas avancer. Quelques troupes manquent de munitions ; ne peut pas réapprovisionner ». Répondant au message plaintif de Whitaker, le général Thomas approuve le transfert de la brigade du brigadier général William P. Carlin (XIVe corps) pour aider Hooker. Carlin est retardé pendent des heures en tentant de traverser la rivière et rend compte à Geary à 19 heures, ne jouant aucun rôle dans les combats. Mais au coucher du soleil, un Hooker confiant informe Grant qu'il a l'intention d'entrer dans le vallée de Chattanooga dès que le brouillard se sera levé. Il signale « selon toute probabilité l'ennemi évacuera cette nuit.  Sa ligne de retraite est sérieusement menacée par mes troupes ».
Bragg répond à la requête de Stevenson pour obtenir des renforts en envoyant la brigade du colonel J.T. Holtzclaw (en) à la condition qu'elle soit employée pour couvrir la retraite confédérée de Lookout Mountain, ordonnant à Stevenson de retraiter vers la rive est de Chattanooga Creek. Stevenson est réticent à briser le contact jusqu'à ce que ses troupes sur le sommet puissent s'échapper par la route de Summertown dans la vallée de Chattanooga. Les brigades de Walthall, Pettus et Moore reçoivent l'ordre de tenir pour le reste de l'après-midi. Pendant des heures de l'après-midi et de la nuit, les six régiments de l'Alabama sous les ordres de Pettus et de Moore combattent sporadiquement les troupes de l'Union dans un brouillard dense, aucun des camps ne pouvant voir à plus d'une dizaine de mètres ni progresser dans une direction,.

## Conséquences
À minuit, Lookout Mountain est tranquille, Pettus et Holtzclaw reçoivent l'ordre à deux heures du matin de quitter la montagne. Les écrits après-guerre des vétérans de l'Union et de la Confédération font référence à une lune brillante, qui s'éteint dans l'obscurité d'une éclipse lunaire totale, cachant la retraite confédérée,,. Cette nuit là, Bragg abasourdi par la défaite sur Lookout Mountain, demande à des deux commandants de corps s'il faut retraiter de Chattanooga ou rester et combattre. Hardee conseille la retraite, mais Breckinridge convainc Bragg de combattre sur la position solide de Missionary Ridge,,. Aussi, les troupes qui ont retraité de Lookout Mountain reçoivent l'ordre de se placer sur le flanc droit de l'armée de Bragg,.
Le 25 novembre 1863, les hommes de Hooker rencontrent des difficultés à reconstruire les ponts brûlés sur Chattanooga Creek et sont retardés dans leur mouvement vers le flanc gauche des forces de Bragg qui restent sur Missionary Ridge. Ils atteignent Rossville Gap alors que les hommes de Thomas envahissent Missionary Ridge. Hooker fait face au nord avec ses trois divisions et fonce dans le flanc de Bragg, accélérant la déroute, rupture de la ligne confédérée précipitant l'armée du Tennessee en pleine retraite. Hooker continue son rôle dans la campagne avec sa poursuite ratée des confédérés qui est stoppée lors de la bataille de Ringgold Gap,,,,.
Les pertes de la bataille de Lookout Mountain sont relativement légères en regard des standards de la guerre de Sécession : 408 pour l'Union, 1251 pour la Confédération (dont 1064 prisonniers ou disparus). Sylvanus Cadwallader, un journaliste de guerre qui accompagne l'armée de Grant, écrit que cela ressemblait plus à une « formidable escarmouche », qu'à une bataille majeure. Le général Grant, dont l'attention porte sur l'extrémité nord de Missionary Ridge - et qui habituellement délègue la réalisation à ses subordonnés principaux des armées de l'Ouest - critique plus tard le succès de Hooker, écrivant dans ses mémoires « la bataille de Lookout Mountain est l'une des romances de la guerre. Il n'y a aucune bataille ou action  similaire qui mérite le nom de bataille de Lookout Mountain. Tout cela n'est que poésie »,. Néanmoins, l'action est importante puisqu'elle assure le contrôle de la rivière Tennessee et de la voie ferrée de Chattanooga et met en danger toute la ligne confédérée sur Missionary Ridge. Le brigadier général Montgomery C. Meigs, quartier maître général de l'armée de l'Union, observant l'action voilée par le brouillard à partir d'Orchard Knob, est le premier à l'appeler la « bataille au-dessus des nuages »,
Des parties du champ de bataille de Lookout Mountain sont préservées par le service des parcs nationaux en tant que parc militaire national de Chickamauga et Chattanooga.